# جواو مانويل
جواو مانويل هو لاعب كرة قدم برتغالي في مركز الوسط، ولد في 31 أغسطس 1967 في البرتغال، وتوفي في 18 مايو 2005 بسبب تصلب متعدد. لعب مع أونياو ليريا.

## وصلات خارجية
- جواو مانويل على موقع قاعدة بيانات كرة القدم.إي يو (الإنجليزية)
- جواو مانويل على موقع عالم كرة القدم.نت (الإنجليزية)